# 比魯省
比魯省（西班牙語：Provincia de Virú），是秘魯的省份，位於該國西北部拉利伯塔德大區，首府是比魯，始建於1995年1月5日，面積3,218平方公里，2007年人口76,710，人口密度每平方公里23.83人。